# Condaghe di San Nicola di Trullas

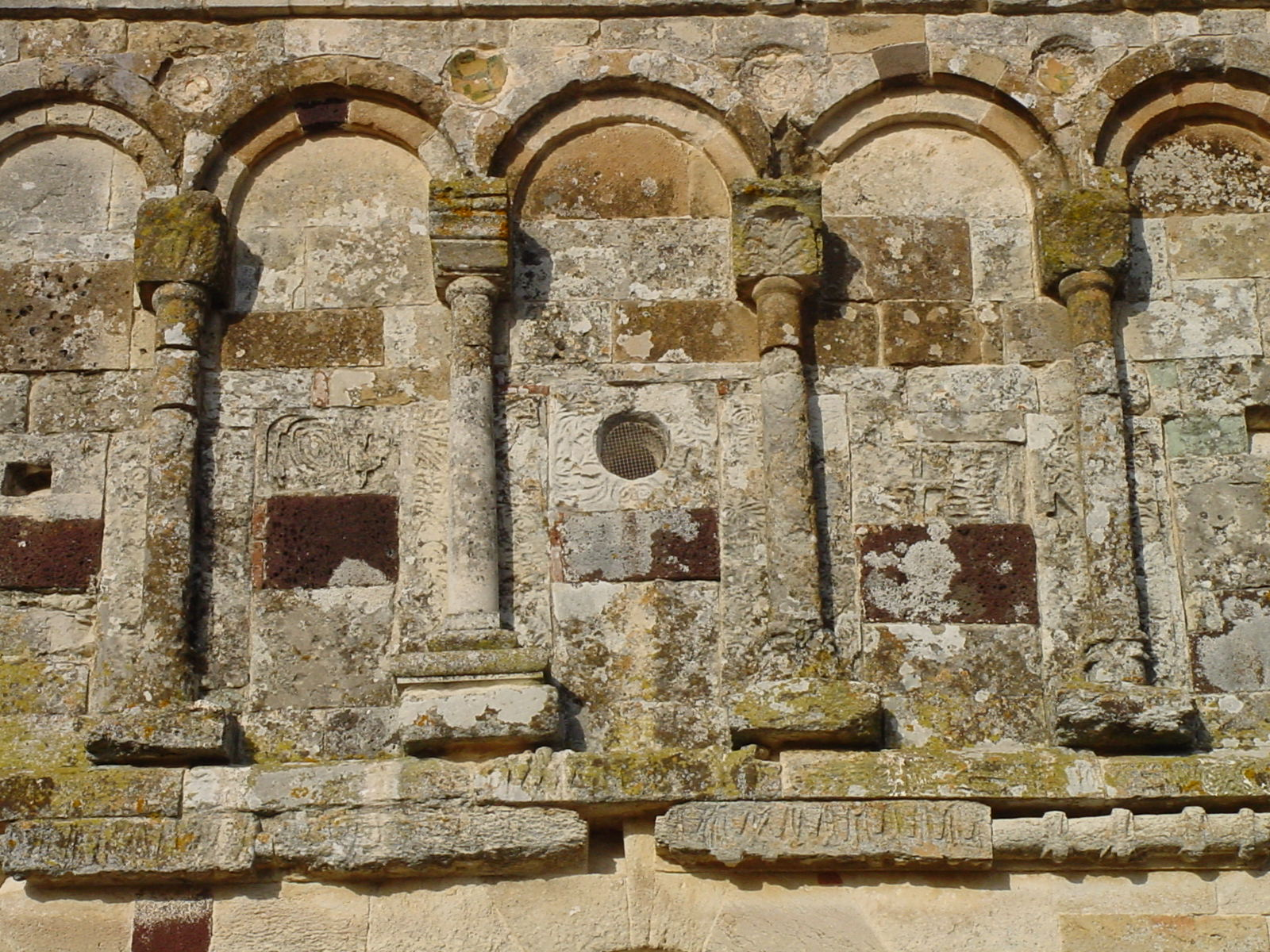
Chiesa di San Nicola di Trullas (part. facciata)

Il Condaghe di San Nicola di Trullas  è un registro che contiene atti di compravendite e di amministrazione dei beni del monastero di San Nicola di Trullas, in parte in copia e in parte contemporanei alle azioni giuridiche attestate.
Si tratta di un manoscritto membranaceo in fascicoli legati scritti dal 1101 al 1300
(Condaghe di San Nicola di Trullas )

## Storia del documento
Nel XIX secolo, dall'ordine monastico dei camaldolesi, il condaghe entrò a far parte della collezione di manoscritti e stampe dei fratelli Simon di Alghero  e, successivamente per eredità materna, diventa proprietà del barone Matteo Giulio Guillot Simon. Nel 1900 viene resa nota l'esistenza del manoscritto e la Biblioteca universitaria di Cagliari ne deliberò l'acquisto perfezionatosi nel 1936. Attualmente il documento è conservato presso la Biblioteca universitaria di Cagliari.